# Quebrada Fajardo
Quebrada Fajardo es un barrio ubicado en el municipio de Fajardo en el estado libre asociado de Puerto Rico. En el Censo de 2010 tenía una población de 9789 habitantes y una densidad poblacional de 474,52 personas por km².

## Geografía
Quebrada Fajardo se encuentra ubicado en las coordenadas 18°21′41″N 65°39′47″O / 18.36139, -65.66306. Según la Oficina del Censo de los Estados Unidos, Quebrada Fajardo tiene una superficie total de 20.63 km², de la cual 11,68 km² corresponden a tierra firme y (43,39 %) 8,95 km² es agua.

## Demografía
Según el censo de 2010, había 9789 personas residiendo en Quebrada Fajardo. La densidad de población era de 474,52 hab./km². De los 9789 habitantes, Quebrada Fajardo estaba compuesto por el 69,26 % blancos, el 17,6 % eran afroamericanos, el 0,52 % eran amerindios, el 0,32 % eran asiáticos, el 8,33 % eran de otras razas y el 3,97 % eran de una mezcla de razas. Del total de la población el 98,26 % eran hispanos o latinos de cualquier raza.